# Bassette (jeu)
Pour les articles homonymes, voir Bassette.
La bassette est un jeu de cartes de hasard inventé par un Italien nommé Bassetti et qui est apparu en France vers 1674. 
En 1691, en raison des ruines engendrées par le jeu, la police l'interdit. 
Le jeu compte des analogies avec le pharaon et le lansquenet.

## Principe
La bassette se joue à 5 personnes, un banquier et 4 joueurs. 
Le banquier possède 52 cartes et les 4 joueurs, chacun 13 cartes d'une couleur nommée la livre. 
Le banquier doit battre son tas puis les joueurs abaissent devant eux les cartes qu'ils veulent de leur livre. Ils couchent dessus une mise d'argent de leur choix. Le banquier prend alors son jeu à l'endroit de telle sorte qu'il voit sa première carte et tire les cartes deux par deux jusqu'à épuisement du jeu. La première carte de chaque coupe est pour lui, la deuxième pour les joueurs. Si, par exemple, la première est un roi, le banquier gagne tout ce qui a été couché sur les rois ; si elle avait été la deuxième, il aurait dû payer tous les joueurs. 
Si les deux cartes prises sont semblables, elles sont appelées doublets et le banquier seul gagne. 
Tout joueur peut coucher de nouveau pendant le jeu tant qu'il n'est pas sur le couple dont la première carte est vue. 